# Jocerand IV Gros de Brancion
Jocerand IV Gros de Brancion, ( - Bataille de Mansourah vers le 11 février 1250), bailli de Bourgogne, sire du château d'Uxelles, de Brancion et de Salins par son mariage avec Marguerite de Salins en 1221.

## Biographie
Il est le fils d'Henri II Gros de Brancion et de Béatrix de Vignory. Dès son mariage avec Marguerite de Salins il se voit obliger de lutter contre  Alix de Dreux, fille de Robert II de Dreux et veuve de Gaucher IV de Mâcon, pour entrer en possession des biens de son épouse. Ce qui l'incite à les aliéner auprès du duc Hugues IV de Bourgogne en 1239. Le 10 mars 1237, après avoir donné une charte de franchise à Cortevaix en 1236, il remet à l'abbaye de Cluny le Château de Bouttavant, que les moines trouvaient trop proche de leur abbaye, et les villages de Bray et Cortambert en échange du doyenné de Beaumont-sur-Grosne. Comme ses prédécesseurs, il fait d'importants dons à l'Abbaye de La Ferté avant de participer, en 1248, à la septième croisade, avec son fils Henri, où il trouve la mort en Égypte en 1250 à la bataille de Mansourah. Homme de guerre, Jean de Joinville rapporte la bravoure de Josserand : 

« Il avoit été, en trente-six batailles, desquelles par plusieurs fois, il avoit emporté le prix d'armes, & de mon âge même, j'en ay eu connoissance d'aucunes: Car lui étant une fois en l'Ost du comte de Mâcon qui étoit son cousin, il s'en vint à moi & à un mien frère, & le jour d'un Vendredi saint, il nous dit, mes neveux venez-moi aider à toute votre gent, & allons courir sus aux Allemans qui abattent & rompent les moustiers de Mâcon; incontinant nous fumes prêt, & allames droit aux Allemans, & à grands coups d'épée les chassames du Moustier, & plusieurs en furent tués & navrés , & quand nous eumes ce fait, le bon preud'homme s'agenouilla devant l'autel, & cria à haute voix à notre Seigneur qu'il lui plust avoir pitié de son ame , & qu'il le voulsit oter d'entre les guerres des chrétiens, ou il s'ètoit trouvé tant de fois , & vu tant de gens mettre à mort, & qu'il lui donna la grâce de mourir à son service contre les infidèles. »

Il est enterré dans la chapelle du château d'Uxelles située dans la première cour intérieure, entre la première et la seconde enceinte. Les débris d'une pierre tombale y ont été retrouvés portant une sculpture d'un chevalier couché revêtu d'un "sarrau d'armes" recouvrant une cotte de mailles serré par un ceinturon où est attachée une épée. Le gisant a les mains jointes sur la poitrine et un chien est couché à ses pieds, de chaque côté de la tête deux anges sont agenouillés. Ce gisant, propriété de l'Académie de Mâcon, est aujourd'hui visible dans le bas-côté nord de l'église Saint-Pierre de Brancion.

## Mariage et succession
En novembre 1221, il épouse Marguerite de Salins (vers 1190 - 1259), fille de Gaucher IV de Mâcon et de Mathilde Ire de Bourbon, dont naîtront :
- Henri III Gros de Brancion, (? - 1260/65), chevalier seigneur de Brancion, d'Uxelles et de Luzy. En 1259, pour éponger les dettes de son père, il vend ses seigneuries au duc Hugues IV de Bourgogne.
- Pierre, seigneur de Vifargent, de Vorme, de La Tour-du-Bois et de Saint-André. Il épouse après 1250 Sibylle, (? - 1265), fille de Guichard IV de Beaujeu et de Sybille de Hainaut,
- Aluis, (? - 1265/66), elle épouse[9] N... de Leret puis Anséric de Sercy.

## Sources